# Thecophora obscuripes
Thecophora obscuripes är en tvåvingeart som först beskrevs av Chen 1939.  Thecophora obscuripes ingår i släktet Thecophora och familjen stekelflugor. Inga underarter finns listade i Catalogue of Life.